# Архиепархия Алжира

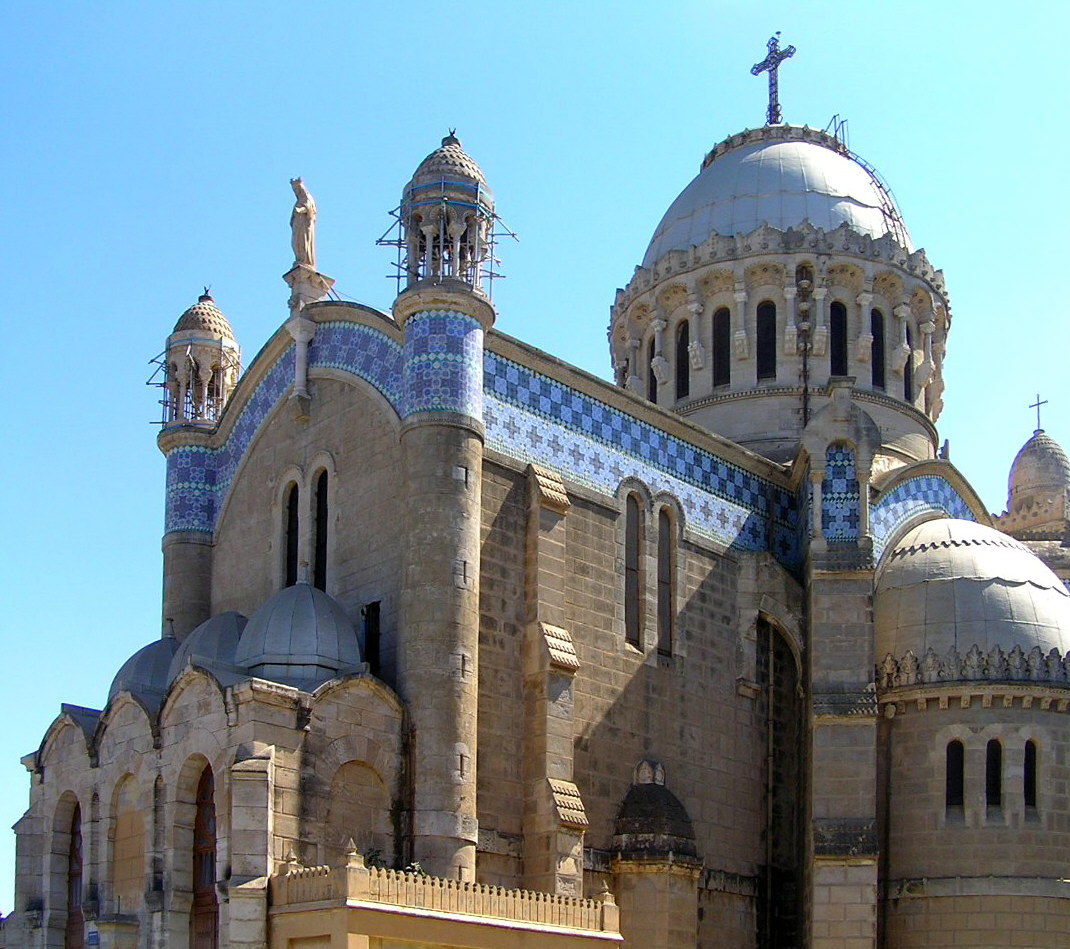
Базилика Пресвятой Девы Марии Африканской, Алжир, Алжир

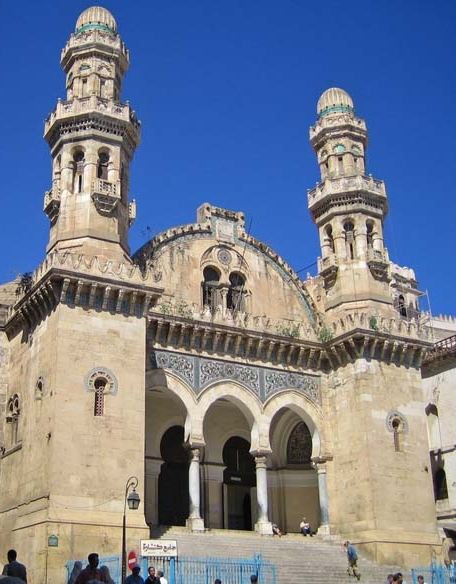
Бывший кафедральный католический собор святого Филиппа — сегодня мечеть Кетшава

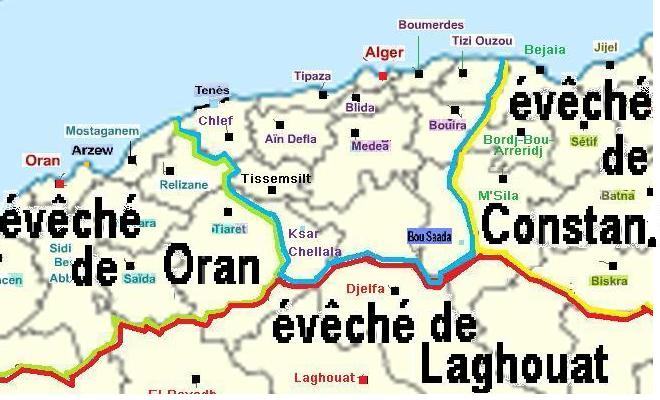
Карта архиепархии Алжира

Архиепархия Алжира (лат. Archidioecesis Algeriensis) — архиепархия Римско-Католической церкви с центром в городе Алжир, Алжир. В митрополию Алжира входят епархии Константины, Орана. Кафедральным собором архиепархии Алжира является церковь Святейшего Сердца Иисуса Христа. В городе Алжире также находится базилика Пресвятой Девы Марии Африканской и бывший собор святого Филиппа (сегодня — мечеть Кетшава).

## История
Впервые епархия Алжира была образована во II веке. После завоевания города мусульманами в VII веке епархия Алжира была упразднена.
В 1632 году была создана миссия Sui iuris Канарских островов (сегодня — Епархия Канарских островов), в которую входила территория сегодняшнего Алжира.
12 декабря 1772 года Римский папа Климент XIV выпустил бреве Pro commissa, которым учредил апостольский викариат Алжира, выделив его из миссии sui iuris Туниса.
10 августа 1838 года Римский папа Григорий XVI издал буллу Singulari divinae, которой преобразовал апостольский викариат Алжира в епархию. Первоначально епархия Алжира входила в мирополию Экс-ан-Прованса.
25 июля 1866 года Римский папа Пий IX выпустил буллу Catholicae Ecclesiae, которой выделил из епархии Алжира новые епархии Константины и Орана. В этот же день епархия Алжира была возведена в ранг архиепархии.

## Ординарии архиепархии
- епископ Jean le Vacher (1671—1683);
- епископ Michel de Montmasson (? — 1686);
- епископ Joseph Gianola (1686—1695);
- епископ Lorance (1695 — ?);
- епископ Philippe Le Roy (1700);
- епископ Lambert Duchêne (1705—1738);
- епископ Pierre Favoux (1738);
- епископ Adrien Poissant (1744);
- епископ Charles-Marie-Gabriel Poirier du Burgh (? — около 1746);
- епископ Arnolfo Bossù (11.06.1746 — ?);
- епископ Théodore Groiselle (1756);
- епископ Charles la Pie de Seyvigny (1764);
- епископ Philippe Joseph Le Roy (1767—1772);
- епископ Pierre François Viguier (12.12.1772 — ?);
- епископ Charles Cosson (1779);
- епископ Michel Ferrand (1784);
- епископ Giovanni Alasia (1785—1793);
  - Sede vacante
- епископ Jean-Claude Vicherat (? — 1802);
- епископ Salvatore Cheriana (13.08.1802 — ?);
  - Sede vacante
- епископ Antoine-Louis-Adolphe Dupuch (25.08.1838 — 9.12.1845);
- архиепископ Louis-Antoine-Augustin Pavy (25.02.1846 — 16.11.1866);
- кардинал Шарль Лавижери (12.01.1867 — 26.11.1892);
- архиепископ Prosper Auguste Dusserre (26.11.1892 — 30.12.1897);
- архиепископ Fédéric-Henri Oury (8.07.1898 — 15.12.1907);
- архиепископ Barthélemy Clément Combes (22.01.1909 — 2.01.1917);
- архиепископ Auguste-Fernand Leynaud (2.01.1917 — 5.08.1953);
- кардинал Леон-Этьен Дюваль (3.02.1954 — 19.04.1988);
- архиепископ Henri Antoine Marie Teissier (19.04.1988 — 24.05.2008);
- архиепископ Халеб Мусса Абдалла Бадер (24.05.2008 — 23.05.2015);
- архиепископ Paul Desfarges, S.J. (24.12.2016 — 27.12.2021);
- кардинал Жан-Поль Веско (27.12.2021 — по настоящее время).

## Источник
- Annuario Pontificio, Libreria Editrice Vaticana, Città del Vaticano, 2003, ISBN 88-209-7422-3
- Бреве Pro commissa / Bullarium pontificium Sacrae congregationis de propaganda fide, т. IV, Romae 1841, стр. 147 (лат.)
- Булла Singulari divinae / Raffaele de Martinis, Iuris pontificii de propaganda fide. Pars prima, т. V, Romae 1893, стр. 200 (лат.)
- Булла Catholicae Ecclesiae Архивная копия от 9 апреля 2017 на Wayback Machine / Pii IX Pontificis Maximi Acta. Pars prima, Vol. IV, Romae 1869, стр. 492 (лат.)